# Conferința de la Berlin

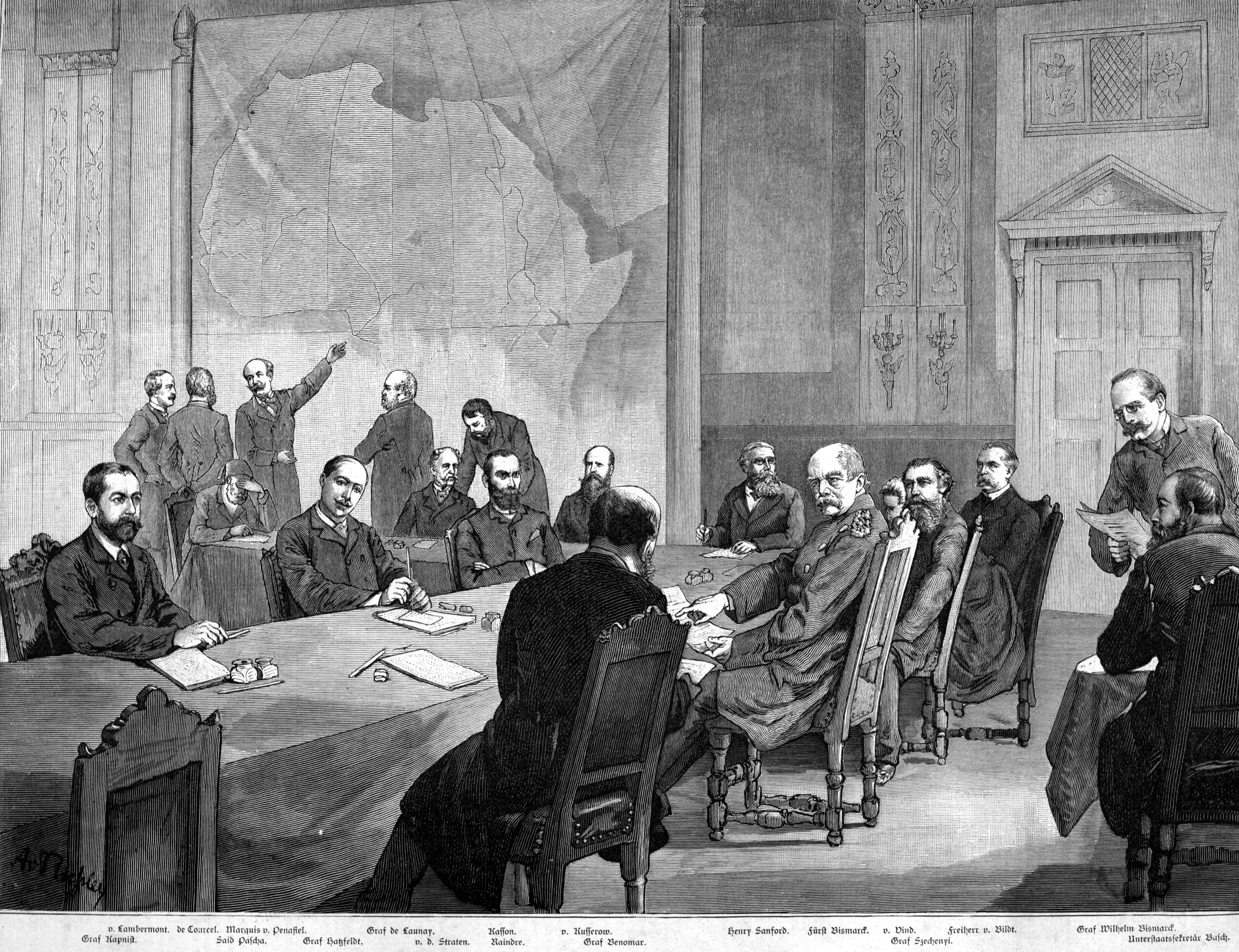
Conferința de la Berlin, ilustrație din „Illustrierte Zeitung”

Conferința de la Berlin din 1884–1885, numită și Conferința Congo (în germană Kongokonferenz) ori Conferința Africa de Vest (în Westafrika-Konferenz), a reglementat colonizarea europeană și comerțul în Africa în timpul perioadei neocolonialistă și a coincis cu apariția neașteptată a Germaniei ca putere imperială. Conferința a fost organizată de Otto von Bismarck, primul cancelar al  Germaniei. Rezultatul său, Actul general al Conferinței de la Berlin, poate fi văzut ca oficializarea împărțirii Africii, dar unii istorici avertizează împotriva unei aprecieri exagerate a rolului său în rezolvarea conflictelor dintre puterile coloniale și atrag atenția asupra acordurilor bilaterale încheiate înainte și după conferință.  Conferința a contribuit a marcat începutul unei perioade de intensitate a activității coloniale a puterilor europene, care au eliminat majoritatea formelor existente de autonomie și autoguvernare a statelor africane. 

## Contextul general
Mai înainte de această conferință, diplomația europeană i-a tratat populația băștinașă africană în același fel în care trataseră băștinașii din Lumea Nouă, prin inițierea de relații comerciale cu liderii locali. La începutul secolului al XIX-lea, nevoia de fildeș, care era folosit în special pentru producerea de bunuri de lux, i-a făcut pe mulți negustori albi să călătorească în interiorul continentului african. With the exception of trading posts along the coasts, the continent was essentially ignored during that period.
În 1876, regele Leopold al II-lea al Belgiei, care fondase în același an Asociația Internațională Africană, organizație pe care o controla, l-a invitat pe Henry Morton Stanley să i se alăture în acțiunea de cercetare și „civilizare” a continentului. În 1878,  a fost înființată și Societatea Internațională a Congoului, care avea obiective economice mai explicite, dar care era încă strâns legată de prima societate. Léopold a cumpărat în secret acțiunile investitorilor străini ai Societății Congo, care devenit un instrument al exploatării imperialiste, Asociația Africană servind în principal unor obiective filantropice.
Între anii 1878 și 1885, Stanley a mers în Congo nu în calitate de explorator sau ziarist, ci ca însărcinat al lui Leopold, având misiunea secretă să pună bazele a ceea ce avea să fie cunoscut după închiderea Conferinței de la Berlin din august 1885 ca Statul Independent Congo. Serviciile de informații franceze au descoperit planurile lui Leopold și Franța a declanșat propriile sale explorări coloniale. În 1881, ofițerul francez de marină Pierre de Brazza a fost trimis în Africa centrală. El a călătorit în bazinul vestic al fluviului Congo și a ridicat steagul francez în proaspătul fondat oraș Brazzaville (azi pe teritoriul Republica Congo). La rândul ei, Portugalia, care abandonase la un moment dat imperiul său colonial din regiune, pe care îl controlase prin mandatarul ei aproape nefuncțional, Regatul Kongo, a ridicat de asemenea pretenții în regiune. Pretențiile sale se bazau pe tratatele vechi cu Spania din timpul Restaurației și cu Biserica Romano-Catolică. Pentru ca să își consolideze poziția, Portugalia a semant rapid un tratat pe 26 februarie 1884 cu un aliat mai vechi, Regatul Unit care avea ca scop blocarea acceslui Societății Congo la porturile Atlanticului. 
În penultimul deceniu al secolului al XIX-lea, o serie de factori printre care manevrele diplomatice, explorările coloniale în desfășurare și descoperirea abundenței de resurse naturale valoroase precum aurul, cheresteaua, cauciucul, dar și terenurile agricole fertile și piețele de desfacere în dezvoltare, au crescut în mod puternic interselul puterilor europene pentru exploatarea continentului african. Cartografierea de către Stanley a bazinului fluviului Congo (1874-1877) a șters ultima pată albă de pe harta Africii și a permis delimitarea regiunilor de cotrol ale britanicilor, portughezilor, francezilor și belgienilor. Marile puteri s-au grăbit să împingă granițele neclare la limitele lor maxime și să elimine din competiție puterile locale mai puțin importante, care ar fi putut deveni supărătoare pentru diplomația agresivă europeană.
Franța a acționat pentru obținerea controului asupra Tunisiei folosind pretextul eliminării ultimilor pirați din regiune. Acțiunile lui Pierre de Brazza au dus la preluarea controlului asupra a ceea ce este azi Republica Congo în 1881 și asupra  Guineea în 1884. Italia a devenit parte a Triplei Alianțe, ceea ce a dus la amenințarea planurilor pe care le construise cu grijă  Bismarck, forțând Germania să se implice în Africa.
În 1882, britanicii erau martorii extinderii controlului portughezilor asupra regiunilor de coastă, a penetrării francezilor prin Africa Centrală spre Etiopia, Nil și Canalul Suez și și-au văzut astfel amenințate rutele comerciale vitale prin Egipt către India. Britanicii s-au folosit de pretextele crizei financiare din Egipt și de izbucnirea revoltei care a fost provocată de aceasta, în timpul căreia sute de europenei și supuși britanici au fost răniți sau uciși, pentru ca să intervină direct în Egiptul otoman, pe care aveau să îl controleze timp de mai multe decenii.

## Conferința
Cursa europeană pentru colonii a făcut ca și Germania să înceapă să lanseze expediții proprii, cee ce  i-au speriat atât pe oamenii de stat britanici, cât și pe cei francezi. Regele Leopold  a sperat să calmeze rapid conflictul care părea să izbucnească și a reușit să îi convingă Franța și Germania că un comerț comun în Africa este în interesul celor trei puteri. Având sprijinul britanicilor și cu inițiativa formală a protughezilor,  Otto von Bismarck, cancelarul Germaniei a convocat reprezentanții a 13 state din Europa precum și Statele Unite ale Americii la o conferință în timpul căreia să se discute o abordare comună a problemelor de pe continentul african. 
Lucrările conferinței au început pe 15 noiembrie 1884 și au continuat până pe 26 februarie 1885. Numărul de reprezentanți a variat de la țară la țară, dar împuterniciții din aceste 14 țări au avut dreptul să semneze Actul de la Berlin:
| Statul                     | Imperiul Colonial                                 | Reprezentanți                                                            |
| -------------------------- | ------------------------------------------------- | ------------------------------------------------------------------------ |
| Imperiul German            | Imperiul colonial german                          | Otto von Bismarck Paul von Hatzfeldt Clemens Busch Heinrich von Kusserow |
| Imperiul Austro-Ungar      | Imperiul colonial austriac                        | Emerich Széchényi von Sárvári Felsö-Vidék                                |
| Regatul Belgiei            | Imperiul colonial belgian                         | Gabriel August van der Straten-Ponthoz Auguste Lambermont                |
| Regatul Danemarcei         | Imperiul colonial danez                           | Emil Vind                                                                |
| Regatul Spaniei            | Imperiul colonial spaniol                         | Francisco Merry y Colom                                                  |
| Statele Unite ale Americii | Teritoriile Statelor Unite                        | John A. Kasson Henry S. Sanford                                          |
| Republica Franceză         | Imperiul colonial francez                         | Alphonse de Courcel                                                      |
| Regatul Unit               | Imperiul Britanic                                 | Edward Baldwin Malet                                                     |
| Regatul Italiei            | Imperiul colonial italian                         | Eduardo de Launay                                                        |
| Regatul Țărilor de Jos     | Imperiul Olandez                                  | Philipp van der Hoeven                                                   |
| Regatul Portugaliei        | Imperiul colonial portughez                       | Antônio José da Serra Gomes António de Serpa Pimentel                    |
| Imperiul Rus               | Colonialismul rus                                 | Piotr Kapnist                                                            |
| Suedia-Norvegia            | Imperiul colonial suedez                          | Gillis Bildt                                                             |
| Imperiul Otoman            | Statele vasale și tributare ale Imperiului Otoman | Mehmed Said Pașa                                                         |

Spre deosebire de restul statelor invitate, Statele Unite și-au rezervat dreptul să respingă sau să accepte concluziile Conferinței.

## Actul general
Actul general a stabilit următoarele puncte: 
- Pentru ca să obțină aprobarea opiniei publice,[17][18] participanții la conferință au hotărât să pună capăt sclaviei în țările africane și islamice. Statele europene au semnat interzicerea internațională a comerțului cu sclavi în sferele lor de influență. Această înțelegere l-a făcut pe scriitorul Joseph Conrad să amintească în mod sarcastic în romanul „Inima întunericului” de „Asociația Internațională a Congoului”, participantă la conferință, pe care a numit-o „Asociația Internațională pentru Suprimarea Moravurilor Sălbaticilor”.[19][20][21] Primul nume al acestei societăți fusese „Asociația Internațională pentru Exploatarea și Civilizarea Africii”.
- Proprietățile ocupate de Societatea Internațională Congo, controlată de regele Leopold al Belgiei au fost confimate ca fiind proprietatea societății și, prin aceasta, proprietatea regelui. Pe 1 august 1885, la câteva luni după închiderea conferinței de la Berlin, vice-administratorul general al Congoului, Francis de Winton, a anunțat că teritoriul va fi numit din acel moment „Statul Independent Congo”, un nume care nu a fost folosit în timpul conferinței și nu a apărut în Actul general.[22][23]
- Cele patru state semnatare avea să aibă dreptul să desfășoare comerț liber în întregul bazin al fluviului Congo, în regiunea Lacul Malawi și la dus de acesta într-o reginea aflată la sud de paralela 5o N.
- Fluviile Niger și Congo au fost declarate zonel libere pentru traficul naval.
- A fost introdus „principiul efectivității” (bazat pe „ocuparea efectivă”) care să împiedice proclamarea doar cu numele a unor colonii.
- Orice act nou de luare în posesie a oricărei porțiuni a costei africane sau de asumare a unui protectorat urma să fie notificată de puterea ocupantă celorlalte puteri semnatare.
- A fost dată o definiție a regiunilor în care fiecare putere avea dreptul exclusiv să urmărească proprietatea asupra terenurilor.

Actul de la Berlin a fost primul document internațional prin care s-a făcut referire la obligațiunile care țineau de „sferele de influență”. 

### Principiul ocupării efective
Principiul ocupării efective proclama că o putere poate a declarat că puterile pot dobândi drepturi asupra țărilor coloniale numai dacă le stăpâneau sau exercitau „o ocupație efectivă”, adică dacă semnaseră tratate cu lideri locali, își arboraseră drapelul acolo, instituiseră o administrație locală pentru guvernrea teritoriului și înființaseră o forță de poliție pentru apărarea ordinii. Puterea colonială putera exploata colonia din punct de vedere economic. Acest principiu a devenit important nu numai ca bază pentru puterile europene pentru dobândirea de  suveranitate teritorială în Africa, ci și pentru determinarea limitelor teritoriilor lor de peste mări, întrucât ocupația efectivă a servit în unele cazuri drept criteriu pedntru soluționarea litigiilor de frontieră în colonii. Cu toate acestea, întrucât Actul de la Berlin avea prevederi limitate doar la teritoriile care se aflau pe coasta africană, puterile europene au revendicat în numeroase cazuri în anii care au urmat drepturi asupra regiunilor din interiorul continentului fără ca să poată demonstra ocupația efectivă acestora, așa cum era prevăzut în articolul 35 al actului final al conferinței. 
În timpul Conferinței de la Berlin, scopul principiului „ocupării efective” a fost un subiect de dispută între Germania și Franța. Germanii, care erau ultimii veniți în lupta pentru colonii, considerau că, în ceea ce privește extinderea puterii în Africa, nicio putere colonială nu trebuie să aibă un drept legal asupra unui teritoriu, decât dacă statul respectiv nu exercita un control politic puternic și eficient și, în acest caz, numai pentru o perioadă limitată de timp, fiind în esență o forță de ocupație. În schimb, britanicii considerau că Germania a întârziat la împărțirea Africii și era puțin probabil să mai poată obțină noi teritorii, în afară de cele pe care le ocupase deja și care se dovediseră rapid mai valoroase decât cele pe care le ocupase Londra. În acest fel, Regatul Unit și Franța au presupus că Germania avea interesul să stânjenească celelalte puteri coloniale din Africa și să le oblige să renunțe la posesiunile lor, dacă nu puteau să asigure o prezență politicăputernică în regiunile pe care le ocupau. Pe de altă parte, Regatul Unit controla un teritoriu mare pe continentul african și dorea să îl păstreze, reducând cât mai mult posibil responsabilitățile sale și costurile  administrative. Poziția britanică a avut câștig de cauză. 
Încercarea de evitarea a responsabilităților conducerii politice a teritoriilor cucerite de puterile coloniale a fost evidentă de-a lungul desfășurării conferinței și a fost demonstrată de principiul ocupării efective. Pentru ca să împace punctele de vedere opuse ale germanilor și britanicilor, participanții la conferința au căzut de acord că o putere europeană poate fonda baze pe litoral, de la care este liberă să înceapă extinderea spre interior. Europenii nu au considerat că regulile ocupării impuneau hegemonia europeană pe teren. Belgienii au dorit la început să se specifice în documentul final că „ocuparea efectivă” impunea prevederi care „determinau administrarea păcii”, dar Regatul Unit și Franța au reușit să elimine acest amendament.
Acest principiu și altele care au fost convenite la conferință, le-au permis europenilor să cucerească Africa, dar să facă cât mai puțin pentru a-l administra sau controla. Principiul nu s-a aplicat atât de mult la regiunile din interiorul (hinterland) Africii la momentul conferinței. A apărut prin urmare „teoria hinterlandului”, prin care se dădea dreptul oricărei puteri coloniale cu posesiuni teritoriale litorale să revendice influența politică asupra unor regiuni nedefinite clar din interiorul continentului. Această practică, care a cauzat nenumărate probleme, a fost în cele din urmă abandonată.

## Probleme rezolvate
- Portugalia–Regatul Unit: Guvernul portughez a prezentat proiectul "Harta roz", prin care coloniile Anglolei și Mozambicului ar fi fost unite prin ocuparea regiunii dintre ele (teritoriile care aveau să devină după decolonizare Zambia, Zimbabwe și Malawi). Toate statele participante la conferință, cu excepția Regatului Unit, au sprijinit propunerea portughezilor. După doar cinci ani în 1890, guvernul britanic, încălcând  Tratatul de la Windsor și documentul final de la Berlin, au dat un ultimatum Portugaliei, cerându-i să se retragă din regiunea aflată în discuție.
- Franța–Regatul Unit: Teritoriile pe care le revendicau cele două puteri au fost delimitate de o linie care trecea prin Say din Niger până în Maroua, pe malul de nord-est al Lacului Ciad. Franța urma să stăpânească teritoriile de la nord de această linie, iar Regatul Unit pe cele de la sud de ea. Bazinul fluviului Nil urma să fie britanic, în vreme ce francezii urmau să controleze bazinul Lacului Ciad. În plus, între paralele 11o  și 15o nord, frontiera urma să treacă printre Ouaddaï, care rămânea francez, și Darfur în Sudan, care devenea britanic. În realitate, a existat un teritoriu neutru lat de 200 km între meridianele 21o  est și 23o est.
- Franța–Germania: Regiunea aflată la nord de o linie fomată de intersecția meridianului 14 o est și Miltou a fost atribuită Franței, iar cea de la sud avea să fie a Germaniei. Această regiunea avea să fie numită mai târziu  Kamerunul German.
- Regatul Unit–Germania: A fost decisă trasarea unei linii de separare, care trecea prin Yola, Dikoa, până la Lacul Ciad.
- Franța–Italia: Italia urma să stăpânească teritoriul aflat la nord de intersecția Tropicului Raculi cu meridianul 17o est până la intersecția paralelei 15o nord cu meridianul 21o est.

## Urmări

Stăpânirea europeană în Africa, 1913. Granițele din zilele noastrea, care sunt în bună parte o moștenire a epocii coloniale, sunt de asemenea trasate.
Belgia
Germania
Spania
Franța
Regatul Unit
Italia
Portugalia
Independent

Conferința a oferit șansa puterilor europene între care existau conflicte latente să și le canalizeze spre exterior și a oferit noi domenii în care aceste puteri să-și extindă sferele de influență în detrimentul americanilor, rușilor și japonezilor. Când statele africane și-au câștigat independența după a doua conflagrație mondială, continentul a fost fragmentat de granițele coloniale.
 Lupta pentru împărțirea Africii s-a ascuțit după Conferință, de vreme ce și în sferele lor de influență desemnate, ele au trebuit să pună stăpânire pe teritoriu în conformitate cu principiul ocupării efective.  În Africa centrală, în mod special, au fost trimise expediții pentru ca să îi constrângă pe conducătorii tradiționali să semneze tratate, folosind forța, dacă este necesar, cum a fost cazul în 1891 pentru regele Msiri al Regatului Yeke. Statele conduse de beduini și berberi din Sahara și regiunea  Subsahariană au fost ocupate de francezi în timpul mai multor războaie până la începutul primei conflagrații mondiale. Britanicii au înaintat spre nord din Africa de Sud și spre nord din Egipt și au cucerit state precum Statul Mahdist și Sultanatul Zanzibar.  După ce i-au înfrânt pe zulușii din Africa de Sud în 1879, au continuat cu supunerea și desființarea republicilor burilor Transvaal și Statul Liber Orange.
După doar câțiva ani, Africa la sud de Sahara fusese împărțită între statele coloniale. În  1895, singurele state care independente erau: 
- Maroc. Statul era implicat în conflicte coloniale cu Spania și Franța, care a devenit protectorat francez în 1915.
- Liberia. Statul fusese înființat cu ajutorul SUA pentru sclavii eliberați care doreau să se reîntoarcă în Africa.
- Imperiul Etiopian, singurul stat independent al băștinasilor, care a reușit să se apere împotriva invaziei italiene declanșate din Eritreea în timpul Primuilui Război Italo-Etiopian din 1889–1896. Etiopia a fost înfrântă în 1936 în al Doilea Război Italo-Etiopian
- Sultanatul Majeerteen, fondat la începutul secolului al XVIII-lea, a fost anexat de Italia în 1924.
- Sultanatul Hobyo, desprins din fostul Sultanat Majeerteen  în nordul Somaliei, a fost anexat de Italia în 1925.

Următoarele state și-au pierdut independendanța în favoarea Imperiului Britanic în deceniul următor:
- Statul Liber Orange, o republică a burilor, înființată de coloniștii olandezi.
- Republica Sud-Africană (Transvaal), o republică a burilor, înființată de coloniștii olandezi.

Până în 1902, aproximativ 90% al teritoriului african se afla sub controlul puterilor europene. Cea mai mare parte a Saharei era franceză. După  înfrângerea rebeliunii lui Muhammad Ahmad și încheierrea crizei Fashoda, Sudanul a rămas sub controlul ferm britanico-egiptean, Egiptul aflându-se sub control britanic mai înainte ca să deveină protectorat al Londrei în 1914.
Republicile burilor au fost cucerite de britanici după al Doilea Război al Burilor din 1899 – 1902. Marocul a fost împărțit între Franța și Spania în 1911, iar Libia a fost cucerită de Italia în 1912.

## Vedeți și:
- Convenția de la Bruxelles (1890)
- Analiza colonialismului și a colonizării vesteuropene

## Legături externe
- Geography.about.com - Berlin Conference of 1884-1885 to Divide Africa Arhivat în 3 decembrie 2016, la Wayback Machine..
- "The Berlin Conference", BBC In Our Time
- General Act of the Berlin Conference. South African History Online.